# Castrismo

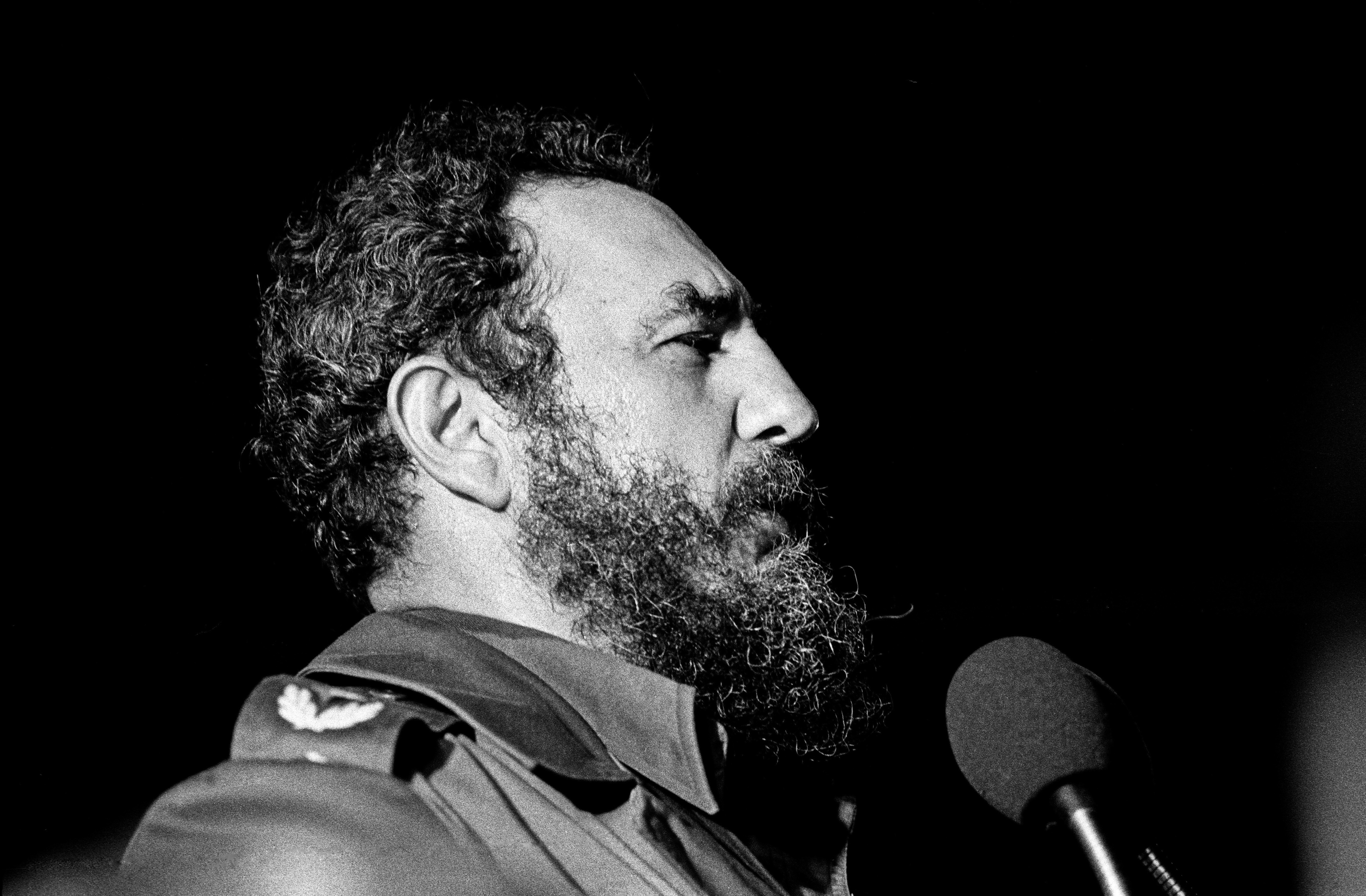
Fidel Castro nel 1978

Per castrismo si intende l'ideologia politica di tipo socialista e patriottica ispirata da Fidel Castro, leader della rivoluzione cubana e capo dello Stato e del governo di Cuba (con cariche che sono variate nel tempo) dal 1959 al 2008 (de facto aveva già ceduto il potere nell'estate del 2006).
Il castrismo è una variante ideologica del marxismo, molto critica verso il capitalismo e l'imperialismo, specialmente quello degli Stati Uniti d'America, ed a favore di una cooperazione politica e sociale fra gli Stati dell'America Latina. Tale teoria risente molto del pensiero patriottico del rivoluzionario progressista cubano José Martí.
È molto diffusa e trova approvazione in molti strati della popolazione latinoamericana, per via della politica di sfruttamento da parte degli Stati Uniti verso i Paesi del loro stesso continente e anche per la notevole diffusione delle multinazionali nel territorio latino-americano.
Si tratta di una dottrina di ispirazione marxista e terzomondista, mirata alla conquista del potere attraverso una lotta clandestina contro le classi predominanti, soprattutto da parte dei contadini.
Quello di Fidel Castro fu un regime durissimo a detta dei suoi detrattori, che arrivò a sterminare chiunque si opponesse al sistema, mentre i suoi sostenitori elogiano il suo lavoro di miglioramento delle condizioni della sanità pubblica e dell’istruzione. Il leader guidò Cuba durante la guerra fredda e fino al 2008, quando suo fratello Raúl prese le redini della nazione.
Per cinquant'anni l'isola cubana subisce un grave periodo di embargo economico, messo fine successivamente grazie all'intervento dell'Urss.

## Letteratura
- Régis Debray: Der Castrismus. Der lange Marsch Lateinamerikas. In: Régis Debray, Fidel Castro, Gisela Mandel und K. S. Karol (Hg.): Der lange Marsch: Wege der Revolution in Lateinamerika. Trikont, München 1968
- Theodore Draper: Castroism: Theory and Practice. Praeger, New York 1965
- Samuel Farber: Cuba since the Revolution of 1959. A Critical Assessment. Haymarket, Chicago 2011, ISBN 978-1-60846-139-4
- Boris Goldenberg: Die kubanische Revolution und der Castrismus. In: Boris Goldenberg und Klaus Eßer: Zehn Jahre kubanische Revolution. Verlag für Literatur und Zeitgeschehen, Hannover 1969, Sonderheft 4 der Zeitschrift Vierteljahresberichte des Forschungsinstituts der Friedrich-Ebert-Stiftung, S. 7–85
- Albrecht Hagemann: Fidel Castro. Deutscher Taschenbuch Verlag, München 2002, ISBN 3-423-31057-X.
- Robert F. Lamberg: Die castristische Guerilla in Lateinamerika — Theorie und Praxis eines revolutionären Modells. Verlag für Literatur und Zeitgeschehen, Hannover 1971 (Vierteljahresberichte / Forschungsinstitut der Friedrich-Ebert-Stiftung. Sonderheft 7).
- Michael Zeuske: Kleine Geschichte Kubas. C. H. Beck 2007, ISBN 9783406494222, S. 198, 221, 227, 230, 233-234 ( Auszug,  p. 227.).